# Columbus Blue Jackets
I Columbus Blue Jackets sono una squadra professionistica di hockey su ghiaccio della città di Columbus, Ohio, Stati Uniti d'America.
Sono membri della Eastern Conference della National Hockey League (NHL). Sono diventati parte della lega nel 2000, 22 anni dopo che l'ultima squadra dell'Ohio aveva preso parte ad un campionato di NHL (ovvero i Cleveland Barons). Si sono qualificati per la prima volta ai playoff nella stagione 2008-2009 grazie al settimo posto in Western Conference, frutto di 41 vittorie, 31 sconfitte e 10 sconfitte ai supplementari, ma furono eliminati al primo turno dai Detroit Red Wings per 4-0 in serie.